# I. e. 640-es évek
Évszázadok: i. e. 8. század – i. e. 7. század – i. e. 6. század
Évtizedek: i. e. 690-es évek – i. e. 680-as évek – i. e. 670-es évek – i. e. 660-as évek – i. e. 650-es évek – i. e. 640-es évek – i. e. 630-as évek – i. e. 620-as évek – i. e. 610-es évek – i. e. 600-as évek – i. e. 590-es évek
Évek: i. e. 649 – i. e. 648 – i. e. 647 – i. e. 646 – i. e. 645 – i. e. 644 – i. e. 643 – i. e. 642 – i. e. 641 – i. e. 640

## Események
- i. e. 647: Assur-bán-apli kifosztja és lerombolja Szúszát
- az asszírok leverik a Lügdamisz (asszírul Dugdamme) vezette kimmereket, akik korábban hadjárataikkal pusztították Anatólia vidékeit.
- Jósiás júdai király a Jeruzsálemi templomban központosítja Jahve kultuszát, a többi templomot leromboltatja.

## Híres személyek
- Jósiás júdai király (ur:I. e. 640–609)
- Assur-bán-apli (ur:I. e. 668–629)
- Samas-sum-ukín és Kandalánu babiloni királyok
- I. Pszammetik egyiptomi fáraó